# Tău, Mureș
Tău este un sat în comuna Zau de Câmpie din județul Mureș, Transilvania, România. Se află în partea de vest a județului, în Câmpia Transilvaniei.